# Architektengemeinschaft C4
Die Architektengemeinschaft C4 war ein Architekturbüro in der Stadtgemeinde Bregenz in Vorarlberg.

## Geschichte
Von 1960 bis 1979 bildeten die drei Vorarlberger Architekten Max Fohn (1932–2011), Helmut Pfanner (1928–1972), Karl Sillaber (1932–2022) und der Tiroler Friedrich Wengler die Architektengemeinschaft C4. Helmut Pfanner verstarb 1972. Friedrich Wengler löste sich 1979 vom Büro in Bregenz und arbeitete getrennt in Tirol weiter. Das Büro wurde als C4 Fohn/Sillaber erfolgreich weitergeführt.

## Realisierungen

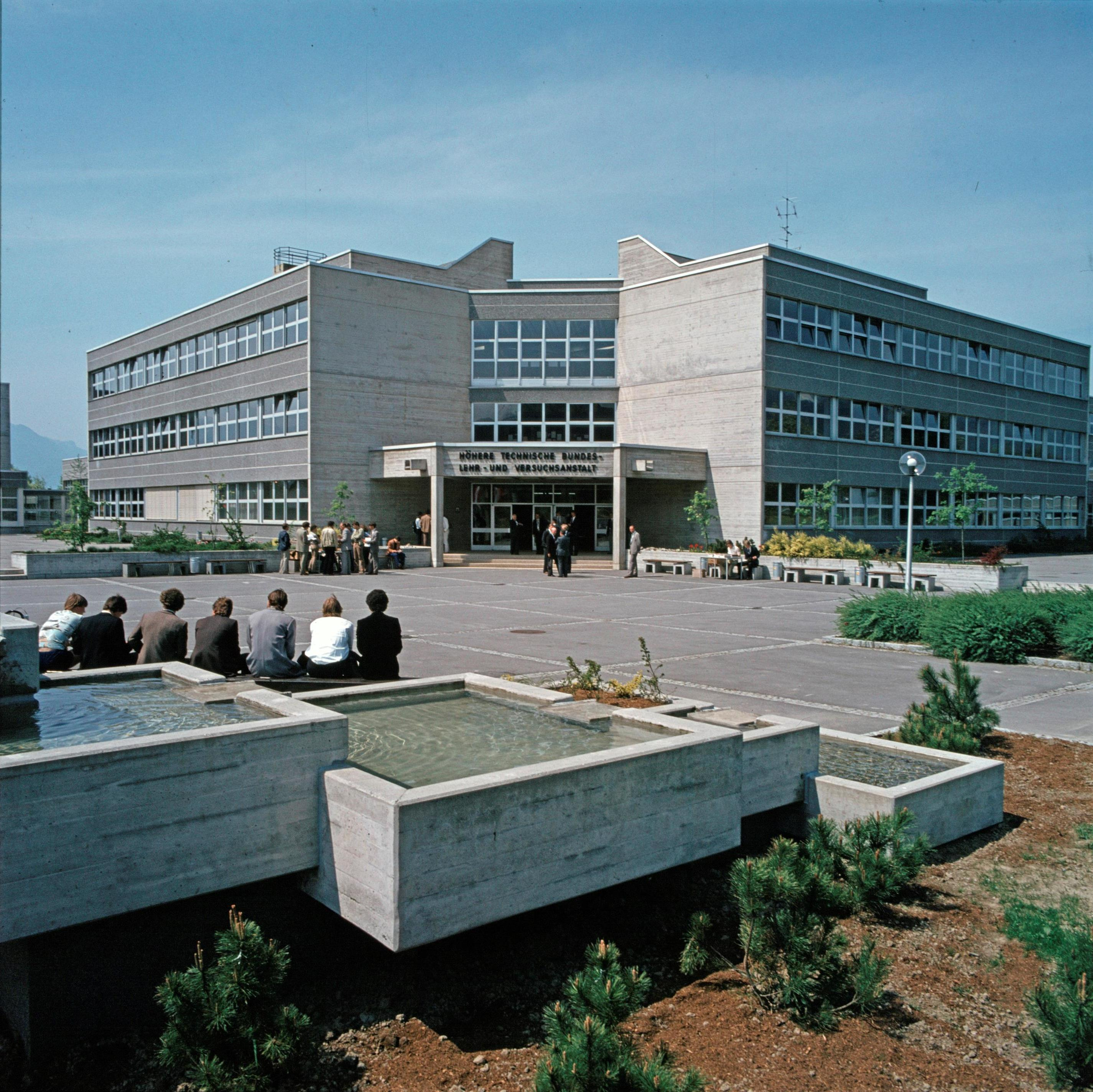
HTL Rankweil

- 1959–1963 Kindergarten und Volksschule in Nüziders, Österreichischer Bauherrenpreis 1967[4]
- 1961–1964 Volksschule Lustenau-Hasenfeld
- 1965–1974 mit H. A. Heymanns Krankenhaus Bregenz
- 1970–1972 Reihenhaussiedlung Amtstorstraße in Bregenz
- 1971–1977 Höhere Technische Bundeslehr- und Versuchsanstalt Rankweil
- 1972–1974 Rathaus Bludenz
- 1975–1976, 1985–1986 Kinderdorf Vorarlberg
- 1975–1977 Freizeitzentrum Sautens[5]
- 1980 Werkhalle Mercedes in Feldkirch-Altenstadt
- 1983 Pfarrzentrum Sulzberg
- 1987 Wohnanlage Wälderstraße in Bregenz
- 1991 Kindergarten Heinzenbeer in Dornbirn